# Elfenbenskustens fotbollsförbund
Elfenbenskustens fotbollsförbund, officiellt Fédération Ivoirienne de Football, är ett specialidrottsförbund som organiserar fotbollen i Elfenbenskusten.
Förbundet grundades 1960 och gick med i Caf 1965. De anslöt sig till Fifa år 1964.